# 胡绩伟
胡绩伟（1916年9月15日—2012年9月16日），原名胡德恕，男，四川威远人，中华人民共和国新闻工作者，胡績偉主張新闻自由，曾任人民日报社总编辑和社长，全国人民代表大会教育科学文化卫生委员会副主任委员。他提出《人民日報》是“人民的報紙”，並主張「人民性高於黨性」。其夫人是他的堂姐胡一哉。

## 生平
高中就读于自贡市第一中学。1935年就读于成都华西大学数学系，1936年转入四川大学经济系，同年参加中共外圍组织，领导成都中华民族解放先锋队，主管宣传工作，先后任成都《大声周刊》、《大生周刊》、《图奋周刊》、《星芒周刊》编辑、主编等。1937年加入中国共产党。先后任《星芒报》、《蜀话报》、《通俗文艺》主编。1939年11月赴延安。1940年3月起任陕甘宁边区《边区群众报》主编及《群众日报》总编辑、副社长。曾兼任延安《解放日报》采访通讯部主任、新华社西北总分社、西北人民广播电台总编辑。
1952年调入人民日报社工作。先后任副总编辑、总编辑、社长等职。胡喬木曾經寫信給他，說：「你們還有很多錯誤的思想沒有批判，現在有一種否定毛澤東的思潮，很不好。」:105。1983年9月因清除精神污染运动而被迫辞去人民日报社社长的职务，转任第七届全国人民代表大会常务委员会委员、第七届全国人民代表大会教育科学文化卫生委员会副主任委员，期間曾積極推動起草和制定《中华人民共和国新聞法》但未果；1989年因在六四天安門事件期間贊同趙紫陽主張的在法治、理性軌道上對話，反對軍事鎮壓，被撤銷一切职务，留党查看两年。
1990年3月，第七届全国人大常委会发表公告，由于“四川省人大常委会已通过决定罢免胡绩伟的第七届全国人大代表职务”，根据相关规定，撤销胡绩伟的第七届全国人大常委会委员、第七届全国人大教育科学文化卫生委员会副主会委员职务；及後新華社的逝世公告只以「1991年離休」作結。
此后他依然坚持改革理想。2009年，他与中共退休高干联合在香港出书，呼吁为胡耀邦、赵紫阳彻底平反。在新闻专业领域，他也大力倡导新闻自由。
2011年起因為心力衰竭，腦供血不足兩次住院，翌年3次進出醫院，於2012年9月16日早上7:05因心肌梗塞引發的心臟衰竭在北京醫院病逝，新華社於9月27日下午公告逝世消息。胡绩伟子女拒绝将老人骨灰安放八宝山。

## 谈赵紫阳逝世
胡绩伟2005年1月17日早8点钟得知赵紫阳逝世后，向中共中央写了几点建议：
|  | 党中央前总书记、国务院前总理赵紫阳同志，在长达十五年的软禁以后，于今天含冤逝世。这是举世震惊、全国悲痛、万民哀悼的国殇！ 紫阳同志的伟大功勋将流芳百世，名垂千古！ 我沉痛地要求党中央为紫阳同志举行公开的隆重的追悼大会，为紫阳同志平反昭雪！ |

在1月18日得知中共中央虽然承认赵紫阳对党和国家有功、但还是坚持认为赵紫阳在六四事件犯有错误后，胡绩伟表示，赵紫阳不仅有功，而且是功勋赫赫。邓小平调动几十万军队，用坦克和机枪镇压手无寸铁的学生是十分错误的；赵紫阳主张用民主和法制的和平方法解决问题是正确的，是邓小平错了。胡绩伟还称，毛泽东曾说过“群众闹事……有些同志手就有点痒了，想去压……中央认为这样不好。压是压不服的……什么时候开枪都是不好的”，可见邓小平下令开枪是错的，赵紫阳反对开枪也是对的。胡绩伟又质问：“赵紫阳被非法软禁十五年，在他生命垂危的时候，仍然没有得到起码的人身自由，这合乎共产党的起码的道德准则吗？难道这样违反人权、违反人性、违反道德的行为，还是正确的吗？”

## 著作
- 《胡绩伟自选集》七冊，卓越文化2006年版
- 《民主论》
- 《胡赵新政启示录：并对「新民主主义」进行剖析》，新世紀出版社2012年版
- 《從華國鋒下台到胡耀邦下台》，明鏡出版社，1998年[9]